# QX Gaygalan 2001
QX Gaygalan 2001 var den tredje QX Gaygalan och den hölls på Tyrol på Gröna Lund i Stockholm den 28 januari 2001. Galan leddes av Sissela Kyle. Priserna delades ut till personer som nominerats av tidningen QX läsare. Det delades ut priser i arton kategorier, sjutton av dessa hade röstats fram av läsarna. Det artonde, QX hederspris, beslutas av tidningen och det gick till Projekt Exit, som stöttar avhoppade nazister. för att han i 30 år kämpat ideellt för att ge homosexuella som förföljts i sina hemländer uppehållstillstånd. Medverkade, som artister och prisutdelare gjorde bland annat The Ark, Charlotte Nilsson, Anders Lundin, Magnus Uggla, Christer Lindarw, Eva Dahlgren, Sahara Hotnights, Jocke Åhlund och Friends.

## Vinnare och nominerade
Vinnare markeras med fetstil, nominerade anges när uppgift finns:
| Årets homo/bi                                                                                  | Årets hetero                                 |
| ---------------------------------------------------------------------------------------------- | -------------------------------------------- |
| - Magnus Carlsson                                                                              | - Annika Lantz - Mona Sahlin - Liza Marklund |
| Årets hederspristagare                                                                         |                                              |
| Projekt Exit, för avhoppade nazister                                                           |                                              |
| Årets drag                                                                                     | Årets Gayställe                              |
| - Candy Darling, Björn Kjellmans rollfigur i filmen Livet är en schlager.                      | - Restaurang Mandus                          |
| Årets svenska film                                                                             | Årets utländska film                         |
| - Livet är en schlager                                                                         | - Boys don´t cry                             |
| Årets utländska låt                                                                            | Årets svenska låt                            |
| - I turn to you – Melanie C                                                                    | - Se mig – Barbados                          |
| Årets TV-program                                                                               | Årets reklam                                 |
| - Nalles show                                                                                  | - Vasakronan                                 |
| Årets scenhändelse                                                                             | Årets bok                                    |
| - R.E.A. på Hamburger börs                                                                     | - Paradiset – Liza Marklund                  |
| Årets roligaste kväll                                                                          | Årets butik                                  |
| - Schlagerkvällen under Stockholm Pride, som hade arrangerats av Henrik Johnsson och Alice Bah | - Efva Attling                               |
| Göteborgspriset                                                                                | Öresundspriset                               |
| - Nattklubben Mata Hari                                                                        | - Regnbågsfestivalen i Malmö                 |
| Årets flopp                                                                                    |                                              |
| Påve Johannes Paulus II som försökte stoppa Worldpride i Rom.                                  |                                              |